# Мейнерт, Теодор
Теодо́р Ге́рман Ме́йнерт (нем. Theodor Hermann Meynert; 15 июня 1833, Дрезден — 31 мая 1892, Клостернойбург) — австрийский и немецкий психиатр, невропатолог.
Был одним из наставников З. Фрейда и В. П. Сербского. Специалист по анатомии и физиологии мозга. Изучал микроскопическое строение коры больших полушарий мозга и её нервных связей. Мейнертом дано классическое описание зрительных путей, введено понятие о проекционных системах, разработано учение о проекции и топическом представительстве тела в коре мозга. Эти исследования имели важное значение для развития цитоархитектоники и учения о локализации функций в коре головного мозга. Ввёл понятие аменции в психиатрию в 1890 году (первоначально называл её «острой галлюцинаторной спутанностью»). При изучении душевных болезней он обращал внимание на анатомические изменения мозга, весовые отношения его и стремился, на основании таких данных, находить ключ к пониманию причин психических расстройств.

## Цитаты
- «Противник, сильнее всего борющийся против тебя, более всех убежден в твоей правоте».